# Joe Carroll

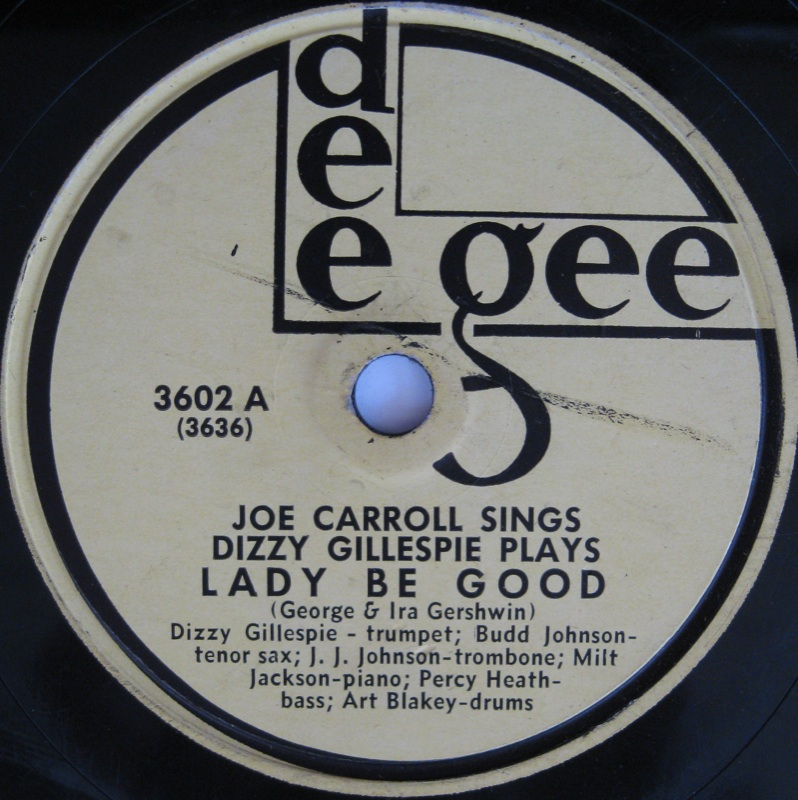
Schellak-78 toerenplaat van Dizzy Gillespie met Joe Carroll: "Lady Be Good"

Joe "Bebop" Carroll (Philadelphia, 25 november 1919 - New York, 1 februari 1981) was een Amerikaanse jazzzanger. Hij was een van de eerste zangers die met vocalese-jazzzang werd opgenomen. Zijn bekendste opnames zijn die met de grote band van bebop-trompettist Dizzy Gillespie.
Carroll, die werd beïnvloed door de begaafde novelty-zanger Leo Watson, stond bekend om zijn upbeat, komische stijl van (scat of vocalese) zingen. In zijn beginjaren oriënteerde hij zich echter aan de croon-stijl van Bing Crosby uit de jaren dertig. Hij trad op in uitzendingen voor kinderen en werkte in 1943 mee aan de film "Stormy Weather". Later zong hij in het orkest van Paul Bascomb.
Van 1949 tot 1953 werkte hij in de groep van Gillespie, waar hij het publiek vermaakte met novelty-songs zoals "In the Land of OO-Bla-Dee (The Bop Fairy Tale)" (1949) en "Swing Low Sweet Cadillac". Met Gillespie ging hij in 1953 ook op tournee naar Europa. Later trad hij op met eigen groepen en nam hij drie platen onder eigen naam op. In 1964/1965 ging hij op tournee met bandleider Woody Herman. De jazzzangers Mark Murphy en Jon Hendricks werden door hem beïnvloed.

## Discografie (selectie)
- Joe Carroll With Ray Bryant, Columbia, 1956
- The Man With a Happy Sound, Charlie Parker, 1962